# District (subdivision départementale)
Pour les articles homonymes, voir District.
Les districts représentent le premier niveau de subdivision des départements français de 1790 à 1795. Dans l'organisation du territoire proposée par Jean Cassini qui visait à homogénéiser le découpage du territoire français, le département était divisé en plusieurs districts (jusqu'à neuf) et chaque district était subdivisé de trois à trente-deux cantons.
Les districts disparaissent de la législation en 1795, et sont remplacés par les arrondissements le 17 février 1800.

## Création
Le 22 décembre 1789, l'Assemblée nationale constituante prend un « décret relatif à la constitution des assemblées primaires et des assemblées administratives ». Sanctionné par Louis XVI, par lettres patentes, en janvier 1790, il devient la « loi du 22 décembre 1789, relative à la constitution des assemblées primaires et des assemblées administratives ».
Son préambule prévoit une « nouvelle division du royaume » en départements, tant pour la représentation — c'est-à-dire l'élection de l'Assemblée nationale législative — que pour l'administration ; la subdivision de chaque département en districts ; la subdivision de chaque district en « cantons, d'environ quatre lieues carrées (lieues communes de France) » réunissant une ou plusieurs municipalités.

## Organisation
Chaque district est administré par une « administration de district » de douze membres élus par l'assemblée des électeurs du district réunis au chef-lieu de celui-ci.
Les districts ont constitué un échelon important de l’organisation du pouvoir sous la Terreur entre le pouvoir central (Comité de salut public) et les communes, les administrations départementales étant généralement considérées comme suspectes.

## Liste des districts par ordre alphabétique des départements
Voici ci-dessous la liste des 560 districts (portés à 564 en 1793) par ordre alphabétique des départements :
| Département                                       | Nombre            | Chef-lieu | Nom |
| ------------------------------------------------- | ----------------- | --- | --- |
| Ain                                               | 9                 | Bourg | Pont-de-Vaux, Bourg, Nantua, Gex, Belley, Saint-Rambert, Montluel, Trévoux et Châtillon-les-Dombes.                           |
| Aisne                                             | 6                 | Laon | Saint-Quentin, Vervins, Laon, Chauny, Soissons et Château-Thierry.                                                            |
| Allier                                            | 7                 | Moulins | Cérilly, Moulins, Le Donjon, Cusset, Gannat, Montmarault et Montluçon.                                                        |
| Alpes-Maritimes                                   | 3                 | Nice | Menton, Nice et Puget-Théniers.                                                                                               |
| Ardèche,                                          | 7                 | 1790 Privas en alternance avec Annonay, Aubenas, le Bourg-Saint-Andéol et Tournon 1790 Privas                                      | Annonay, Aubenas, L'Argentière, Privas, Tournon, Vernoux et Villeneuve-de-Berg.                                               |
| Ardennes                                          | 6                 | Mézières | Rocroi, Charleville, Sedan, Grandpré, Vouziers et Rethel.                                                                     |
| Ariège                                            | 3                 | 1790 Foix en alternance avec Pamiers et Saint-Girons 1794 Foix                                                                     | Saint-Girons, Mirepoix et Tarascon.                                                                                           |
| Aube                                              | 6                 | Troyes | Nogent-sur-Seine, Arcis-sur-Aube, Bar-sur-Aube, Bar-sur-Seine, Ervy et Troyes.                                                |
| Aude                                              | 6                 | Carcassonne | Castelnaudary, Carcassonne, Narbonne, Lagrasse, Limoux et Quillan.                                                            |
| Aveyron                                           | 9                 | Rodès | Mur-de-Barrez, Saint-Geniez-d'Olt, Sévérac-le-Château, Millau, Saint-Affrique, Sauveterre, Villefranche, Aubin et Rodez.      |
| Bas-Rhin                                          | 4 puis 6 en 1793  | Strasbourg | Haguenau, Benfeld, Strasbourg, Wissembourg, Sarre-Union et Landau                                                             |
| Basses-Alpes                                      | 5                 | Digne | Sisteron, Barcelonnette, Castellane, Digne et Forcalquier.                                                                    |
| Basses-Pyrénées                                   | 6                 | 1790 Navarrenx 1790 Pau 1795 Saint-Palais 1796 Pau                                                                                 | Pau, Oloron, Orthez, Mauléon, Saint-Palais et Ustaritz.                                                                       |
| Bouches-du-Rhône                                  | 6                 | Aix | Tarascon, Apt, Aix, Marseille, Salon et Arles.                                                                                |
| Calvados                                          | 6                 | Caen | Bayeux, Caen, Pont-l'Évêque, Lisieux, Falaise et Vire.                                                                        |
| Cantal                                            | 4                 | 1790 Saint-Flour en alternance avec Aurillac 1794 Saint-Flour 1795 Aurillac                                                        | Mauriac, Murat, Saint-Flour et Aurillac.                                                                                      |
| Charente                                          | 6                 | Angoulême | Ruffec, Confolens, La Rochefoucauld, Angoulême, Barbezieux et Cognac.                                                         |
| Charente-Inférieure                               | 7                 | 1790 Saintes en alternance avec la Rochelle et Saint-Jean-d'Angély 1790 Saintes                                                    | La Rochelle, Rochefort, Saint-Jean-d'Angély, Saintes, Pons, Montlieu et Marennes                                              |
| Cher                                              | 7                 | Bourges | Aubigny, Sancerre, Sancoins, Saint-Amand, Châteaumeillant, Bourges et Vierzon.                                                |
| Corrèze                                           | 4                 | Tulle | Uzerche, Ussel, Tulle et Brive.                                                                                               |
| Corse (scindé en Golo et Liamone en 1793)         | 9                 | 1790 Pie-d'Orezza 1790 Bastia | Bastia, Oletta, L'Île-Rousse, La Porta-d'Ampugnani, Corte, Cervione, Tallano, Ajaccio et Vico.                                |
| Côte-d'Or                                         | 7                 | Dijon | Châtillon-sur-Seine, Is-sur-Tille, Dijon, Saint-Jean-de-Losne, Beaune, Arnay-le-Duc et Semur-en-Auxois                        |
| Côtes-du-Nord                                     | 9                 | Saint-Brieuc | Lannion, Pontrieux, Saint-Brieuc, Lamballe, Dinan, Broons, Loudéac, Rostrenen et Guingamp.                                    |
| Creuse                                            | 7                 | 1790 Guéret en alternance avec Aubusson 1790 Guéret                                                                                | La Souterraine, Guéret, Boussac, Évaux, Felletin, Bourganeuf et Aubusson.                                                     |
| Deux-Sèvres                                       | 6                 | 1790 Niort en alternance avec Saint Maixent et Parthenay 1790 Niort                                                                | Melle, Niort, Saint-Maixent, Parthenay, Thouars et Châtillon.                                                                 |
| Dordogne                                          | 9                 | 1790 Perigueux en alternance avec Bergerac et Sarlat 1790 Perigueux                                                                | Nontron, Excideuil, Montignac, Sarlat, Belvès, Bergerac, Montpon, Ribérac et Perigueux.                                       |
| Doubs                                             | 6                 | Besançon | Besançon, Baume-les-Dames, Saint-Hippolyte, Pontarlier, Quingey et Ornans.                                                    |
| Drôme                                             | 7                 | 1790 Chabeuil 1790 Valence | Romans, Valence, Die, Buis, Montélimar, Crest et Orange (provisoirement).                                                     |
| Eure                                              | 6                 | 1790 Evreux 1793 Bernay 1793 Evreux                                                                                                | Évreux, Les Andelys, Bernay, Louviers, Pont-Audemer et Verneuil.                                                              |
| Eure-et-Loir                                      | 6                 | Chartres | Chartres, Châteaudun, Châteauneuf-en-Thymerais, Dreux, Janville et Nogent-le-Rotrou.                                          |
| Finistère                                         | 9                 | Quimper | Brest, Carhaix, Châteaulin, Landerneau, Lesneven, Morlaix, Pont-Croix, Quimper et Quimperlé.                                  |
| Gard                                              | 8                 | 1790 Nîmes en alternance avec Alais et Uzès 1794 Nîmes                                                                             | Alais, Beaucaire, Nîmes, Pont-Saint-Esprit, Saint-Hippolyte, Sommières, Uzès et Le Vigan.                                     |
| Gers                                              | 6                 | Auch | Auch, Lectoure, Condom, Nogaro, L'Isle-Jourdain et Mirande.                                                                   |
| Gironde (renommé Bec-d'Ambès de 1793 à 1795)      | 7                 | Bordeaux | Bordeaux, Libourne, La Réole, Bazas, Cadillac, Blaye et Lesparre.                                                             |
| Golo (créé en 1793)                               | 3                 | Bastia | Bastia, Corte et Calvi. |
| Haute-Garonne                                     | 8                 | Toulouse | Toulouse, Rieux, Villefranche, Castelsarrasin, Muret, Saint-Gaudens, Revel et Grenade.                                        |
| Haute-Loire                                       | 3                 | Le Puy | Le Puy, Brioude et Monistrol-sur-Loire.                                                                                       |
| Haute-Marne                                       | 6                 | 1790 Chaumont en alternance avec Langres 1790 Chaumont                                                                             | Bourbonne, Bourmont, Chaumont, Joinville, Langres et Saint-Dizier.                                                            |
| Haute-Saône                                       | 6                 | 1790 Gray en alternance avec Vesoul 1790 Gray                                                                                      | Jussey, Luxeuil, Lure, Vesoul, Gray, Champlitte et Montbéliard (à partir de 1793).                                            |
| Haute-Vienne                                      | 6                 | Limoges | Limoges, Le Dorat, Bellac, Saint-Junien, Saint-Yrieix et Saint-Léonard                                                        |
| Hautes-Alpes                                      | 4                 | 1790 Chorges 1790 Gap | Briançon, Embrun, Gap et Serres.                                                                                              |
| Hautes-Pyrénées                                   | 5                 | Tarbes | Tarbes, Bagnères, Vic, La Montagne (Argelès) et les Quatre Vallées (La Barthe-de-Neste)                                       |
| Haut-Rhin                                         | 3                 | Colmar | Altkirch, Belfort et Colmar.                                                                                                  |
| Hérault                                           | 4                 | 1790 Montpellier en alternance avec Béziers, Lodève et Saint-Pons 1790 Montpellier                                                 | Montpellier, Béziers, Lodève et Saint-Pons.                                                                                   |
| Ille-et-Vilaine                                   | 9                 | Rennes | Bain-de-Bretagne, Dol, Fougères, La Guerche-de-Bretagne, Montfort, Redon, Rennes, Saint-Malo et Vitré.                        |
| Indre                                             | 6                 | Châteauroux | Issoudun, Châteauroux, Argenton, Le Blanc, La Châtre et Châtillon-sur-Indre.                                                  |
| Indre-et-Loire                                    | 7                 | Tours | Tours, Amboise, Château-Renault, Loches, Chinon, Preuilly et Langeais.                                                        |
| Isère                                             | 4                 | 1790 Moirans 1790 Grenoble | Grenoble, Saint-Marcellin, La Tour-du-Pin et Vienne.                                                                          |
| Jura                                              | 6                 | 1790 Lons-le-Saunier en alternance avec Dole, Poligny et Salins 1794 Lons-le-Saunier                                               | Dole, Arbois, Poligny, Lons-le-Saunier, Orgelet et Saint-Claude.                                                              |
| Landes                                            | 4                 | Mont-de-Marsan | Dax, Mont-de-Marsan, Saint-Sever et Tartas.                                                                                   |
| Liamone (créé en 1793)                            | 3                 | Ajaccio | Ajaccio, Vico et Sartène. |
| Loir-et-Cher                                      | 6                 | Blois | Blois, Vendôme, Romorantin, Mondoubleau, Mer et Saint-Aignan.                                                                 |
| Loire (créé en 1793)                              | 3                 | 1793 Feurs 1795 Montbrison | Montbrison, Roanne et Saint-Étienne                                                                                           |
| Loire-Inférieure                                  | 9                 | Nantes | Ancenis, Blain, Châteaubriant, Clisson, Guérande, Machecoul, Nantes, Paimbœuf et Savenay.                                     |
| Loiret                                            | 7                 | Orléans | Orléans, Beaugency, Neuville, Pithiviers, Montargis, Gien et Boiscommun.                                                      |
| Lot                                               | 6                 | Cahors | Cahors, Martel, Gourdon, Figeac, Montauban et Lauzerte.                                                                       |
| Lot-et-Garonne                                    | 9                 | Agen | Agen, Nérac, Marmande, Tonneins, Villeneuve, Lauzun, Monflanquin, Casteljaloux et Valence.                                    |
| Lozère                                            | 7                 | 1790 Mende en alternance avec Marvejols 1790 Mende                                                                                 | Mende, Marvejols, Florac, Langogne, Villefort, Meyrueis et Saint-Chély-d'Apcher.                                              |
| Manche                                            | 7                 | 1790 Coutances 1796 Saint-Lô | Avranches, Coutances, Cherbourg, Valognes, Carentan, Saint-Lô et Mortain.                                                     |
| Marne                                             | 6                 | Châlons | Châlons-sur-Marne, Reims, Épernay, Sézanne, Sainte-Menehould et Vitry-le-François.                                            |
| Mayenne                                           | 7                 | Laval | Ernée, Mayenne, Lassay, Evron, Laval, Craon et Château-Gontier.                                                               |
| Mayenne-et-Loire (devenu Maine-et-Loire en 1791)  | 8                 | 1790 Angers en alternance avec Saumur 1790 Angers                                                                                  | Angers, Saumur, Baugé, Châteauneuf, Segré, Saint-Florent-le-Vieil, Cholet et Vihiers.                                         |
| Meurthe                                           | 9                 | 1790 Nancy en alternance avec Lunéville 1790 Nancy 1796 Lunéville 1796 Nancy                                                       | Nancy, Lunéville, Vézelise, Toul, Pont-à-Mousson, Vic, Dieuze, Sarrebourg et Blâmont.                                         |
| Meuse                                             | 8                 | 1790 Bar-sur-Ornain en alternance avec Saint-Mihiel 1790 Bar-sur-Ornain                                                            | Bar-le-Duc, Clermont, Commercy, Gondrecourt, Saint-Mihiel, Stenay, Verdun et Étain.                                           |
| Mont-Blanc                                        | 7                 | Chambéry | Annecy, Carouge, Chambéry, Cluses, Moûtiers, Saint-Jean-de-Maurienne et Thonon                                                |
| Mont-Terrible                                     | 2                 | Porrentruy | Delémont et Porrentruy. |
| Morbihan                                          | 9                 | Vannes | Auray, Le Faouët, Hennebont, Josselin, Pontivy, Ploërmel, La Roche-Bernard, Rochefort et Vannes                               |
| Moselle                                           | 9                 | Metz | Metz, Bitche, Boulay, Briey, Longwy, Morhange, Sarreguemines, Sarrelouis et Thionville.                                       |
| Nièvre                                            | 9                 | Nevers | Nevers, Saint Pierre le Moutier, Decize, Moulins, Château Chinon, Corbigny, Clamecy, Cosne et La Charité.                     |
| Nord                                              | 8                 | Douay | Bergues, Hazebrouck, Lille, Douai, Cambrai, Valenciennes, Le Quesnoy et Avesnes.                                              |
| Oise                                              | 9                 | Beauvais | Beauvais, Chaumont, Grandvilliers, Breteuil, Clermont, Senlis, Noyon, Compiègne et Crépy                                      |
| Orne                                              | 6                 | Alençon | Alençon, Domfront, Argentan, Laigle, Bellême et Mortagne.                                                                     |
| Pas-de-Calais                                     | 8                 | Arras | Arras, Bapaume, Béthune, Boulogne, Calais, Montreuil, Saint-Omer et Saint-Pol.                                                |
| Puy-de-Dôme                                       | 8                 | Clermont | Clermont-Ferrand, Riom, Ambert, Thiers, Issoire, Besse, Billom et Montaigut.                                                  |
| Pyrénées-Orientales                               | 3                 | Perpignan | Perpignan, Prades et Céret.                                                                                                   |
| Rhône (créé en 1793)                              | 3                 | Lyon | Campagne de Lyon, Ville de Lyon et Villefranche                                                                               |
| Rhône-et-Loire (scindé en Rhône et Loire en 1793) | 6                 | 1790 Lyon en alternance avec Montbrison, Roanne, Saint-Étienne et Villefranche 1790 Lyon                                           | Campagne de Lyon, Ville de Lyon, Montbrison, Roanne, Saint-Étienne, Villefranche                                              |
| Saône-et-Loire                                    | 7                 | Mâcon | Mâcon, Chalon-sur-Saône, Louhans, Autun, Bourbon-Lancy, Charolles et Semur-en-Brionnais.                                      |
| Sarthe                                            | 9                 | Le Mans | Le Mans, Saint-Calais, Château-du-Loir, La Flèche, Sablé, Sillé-le-Guillaume, Fresnay-le-Vicomte, Mamers et La Ferté-Bernard. |
| Seine                                             | 3                 | Paris | Paris, Saint-Denis et Bourg-la-Reine (les deux derniers étant seulement administratifs).                                      |
| Seine-Inférieure                                  | 7                 | Rouen | Cany, Caudebec-en-Caux (puis Yvetot dès 1791 ), Dieppe, Gournay, Montivilliers, Neufchâtel et Rouen.                          |
| Seine-et-Marne                                    | 5                 | Melun | Melun, Meaux, Provins, Nemours et Rosoy                                                                                       |
| Seine-et-Oise                                     | 9                 | Versailles | Corbeil, Dourdan, Étampes, Gonesse, Mantes, Montfort, Pontoise, Saint-Germain et Versailles.                                  |
| Somme                                             | 5                 | Amiens | Amiens, Abbeville, Doullens, Montdidier et Péronne.                                                                           |
| Tarn                                              | 5                 | 1790 Alby en alternance avec Castres 1790 Alby 1797 Castres                                                                        | Albi, Castres, Lavaur, Gaillac et Lacaune.                                                                                    |
| Var                                               | 9                 | 1790 Toulon en alternance avec tous les autres chefs-lieux de district 1790 Toulon 1793 Grasse 1795 Brignoles 1797-1798 Draguignan | Toulon, Grasse, Hyères, Draguignan, Brignoles, Saint-Maximin, Fréjus, Saint-Paul-lès-Vence et Barjols.                        |
| Vaucluse (créé en 1793)                           | 4                 | Avignon | Apt, Avignon, Carpentras et Orange.                                                                                           |
| Vendée (baptisé Vengé de 1793 à 1795)             | 6                 | Fontenay-le-Comte | Fontenay-le-Comte, La Châtaigneraie, Montaigu, Challans, Les Sables-d'Olonne et La Roche-sur-Yon.                             |
| Vienne                                            | 6                 | Poitiers | Loudun, Châtellerault, Poitiers, Lusignan, Montmorillon et Civray.                                                            |
| Vosges                                            | 9 puis 10 en 1793 | Épinal | Épinal, Saint-Dié, Remiremont, Mirecourt, Neufchâteau, Bruyères, Darney, Rambervillers, Lamarche et Senones (en 1793).        |
| Yonne                                             | 7                 | Auxerre | Auxerre, Sens, Joigny, Saint-Fargeau, Avallon, Tonnerre et Saint-Florentin.                                                   |